# Urner Alpen
Die Urner Alpen sind eine Gebirgsgruppe in den Westalpen. Sie befinden sich in der Schweiz in den Kantonen Uri, Wallis, Bern, Nidwalden und Obwalden. Die Vielzahl der beteiligten Kantone mag den Eindruck eines komplizierten Gebirgsaufbaus erwecken. Die Urner Alpen bilden jedoch im Gegenteil eine kompakte, einfach abzugrenzende Gebirgsgruppe zwischen dem Vierwaldstättersee im Norden, dem Reusstal (Gotthardachse) im Osten, dem Furkapass und Grimselpass im Süden und der Aare und dem Brünigpass im Westen.

## Gliederung

### Aufteilung nach SOIUSA
Nach SOIUSA sind die Urner Alpen der Unterabschnitt 12.I und damit Teil der Berner Alpen im weiteren Sinne.
- Nach SOIUSA enden die Urner Alpen im Westen am Haslital und schon im Gental und nicht mit dem Brünigpass. Das Gebiet zwischen Gental und Brünigpass und auch der Melchsee-Frutt fällt danach zu den Luzerner und Unterwaldner Voralpen.
- Im Norden ist die Grenze das Griessental und das Isital und nicht erst am Vierwaldstättersee. Das eher voralpenartige Gebiet fällt danach zu den Luzerner und Unterwaldner Voralpen
- im Osten an die Urner-Glarner Alpen (Osturner Alpen) als Teil der Glarner Alpen im weiteren Sinne begrenzt durch Reuss und Reusstal
- Im Süden bilden Furkapass, Garschen, Ursern und Furkareuss die weniger umstrittene Grenze zu den Lepontinischen Alpen mit der Untersektion Monte Leone-Sankt Gotthard-Alpen

Nach diesem Modell beschränken sich die Urner Alpen fast ausschliesslich auf den Kanton Uri.

### Berggruppen
Die Gruppe zerfällt charakteristisch in drei Untergruppen:
- Dammastock-Gruppe (im engeren Sinne)[1] im Süden (Dammastock)
- Zug des Titlis im Zentrum mit Ausläufern gegen Nordwesten (Titlis 3238 m ü. M.)
- Urirotstock-Gruppe im Nordosten (Uri Rotstock 2928 m ü. M.)

Die Abgrenzung bilden Gadmertal – Sustenpass – Meiental respektive  Engelbergertal – Surenenpass.
Von dem tief in die Gruppe eindringenden Engelbergertal kommt auch die Bezeichnung Engelberger Alpen für diese Gebirgsgegend.

## Geografie

### Klima
Wie bei den benachbarten Gebirgsgruppen am Alpennordrand sind auch die Urner Alpen oft durch die West- und Nordwestwetterlagen betroffen. Dadurch ist das Wetter in den Urner Alpen relativ unbeständig und ungünstiger als in den zentralen und südlichen Alpenteilen.

### Berggipfel
Der höchste Gipfel ist der Dammastock (3630 m). Die Urner Alpen besitzen zahlreiche Dreitausender und Gletscher. Obwohl nicht so berühmt wie die benachbarten Berner Alpen, bieten die Urner Alpen alles, was sich der Bergsteiger, Hochtourist und Naturliebhaber wünscht. Ein Vorzug der Urner Alpen sind die hohen Ausgangspunkte, die dem Bergsteiger ein schnelles Erreichen der Hochregion erlauben und die dem Touristen ohne grössere Mühe grandiose Hochgebirgsbilder ermöglichen. Dazu gehören einige Bergbahnen im Norden der Gruppe, vor allem aber die drei Pässe Sustenpass in der Mitte der Gruppe und Furkapass und Grimselpass am Gruppenrand.
In den Urner Alpen gibt es 57 benannte Dreitausender. Sie sind nach der Höhe geordnet nachfolgend aufgelistet:
| - 1. Dammastock, 3630 m - 2. Schneestock, 3608 m - 3. Rhonestock, 3596 m - 4. Galenstock, 3586 m - 5. Eggstock, 3583 m, östlich vom Dreikantonseck - 6. Tiefenstock, 3515 m - 7. Sustenhorn, 3503 m - 8. Hinter Tierberg, 3447 m - 9. Gwächtenhorn, 3420 m - 10. Mittlerer Tierberg, 3418 m - 11. Fleckistock, 3416 m - 12. Maasplanggstock, 3401 m - 13. Wysse Nollen, 3398 m - 14. Diechterhorn, 3389 m - 15. Tieralplistock, 3382 m - 16. Chli Sustenhorn, 3318 m - 17. Vorderes Sustenlimihorn, 3316 m - 18. Stucklistock, 3308 m - 19. Gletschhorn, 3305 m | - 20. Titlis, 3238 m - 21. Rohrspitzli, 3220 m - 22. Sidelenhorn, 3217 m - 23. Gwächtenhorn, 3214 m - 24. Brunnenstock, 3210 m - 25. Gross Bielenhorn, 3210 m - 26. Chüeplanggenstock, 3207 m - 27. Voralphorn, 3203 m - 28. Winterstock, 3203 m - 29. Chelenalphorn, 3202 m - 30. Gross Griessenhorn, 3202 m - 31. Gross Spannort, 3198 m - 32. Hinteres Sustenlimihorn, 3194 m - 33. Gärstenhörner, 3189 m - 34. Limistock, 3189 m - 35. Tällistock, 3184 m - 36. Rotstock, 3183 m - 37. Hoch Horefellistock, 3175 m - 38. Gross Furkahorn, 3169 m | - 39. Winterberg, 3167 m - 40. Chli Spannort, 3140 m - 41. Hinter Schloss (Schlossberg), 3132 m - 42. Steinhüshorn, 3121 m - 43. Chilchlistock, 3114 m - 44. Krönten, 3107 m - 45. Hintere Gelmerhörner, 3100 m - 46. Vorder Tierberg, 3091 m - 47. Zwächten, 3078 m - 48. Lochberg, 3074 m - 49. Blauberg, 3066 m - 50. Müeterlishorn, 3061 m - 51. Wendenstöcke, 3042 m - 52. Triftstöckli, 3035 m - 53. Klein Furkahorn, 3026 m - 54. Wendenhorn, 3023 m - 55. Spitzli, 3011 m - 56. Bächenstock, 3008 m - 57. Reissend Nollen, 3002 m |

### Gletscher

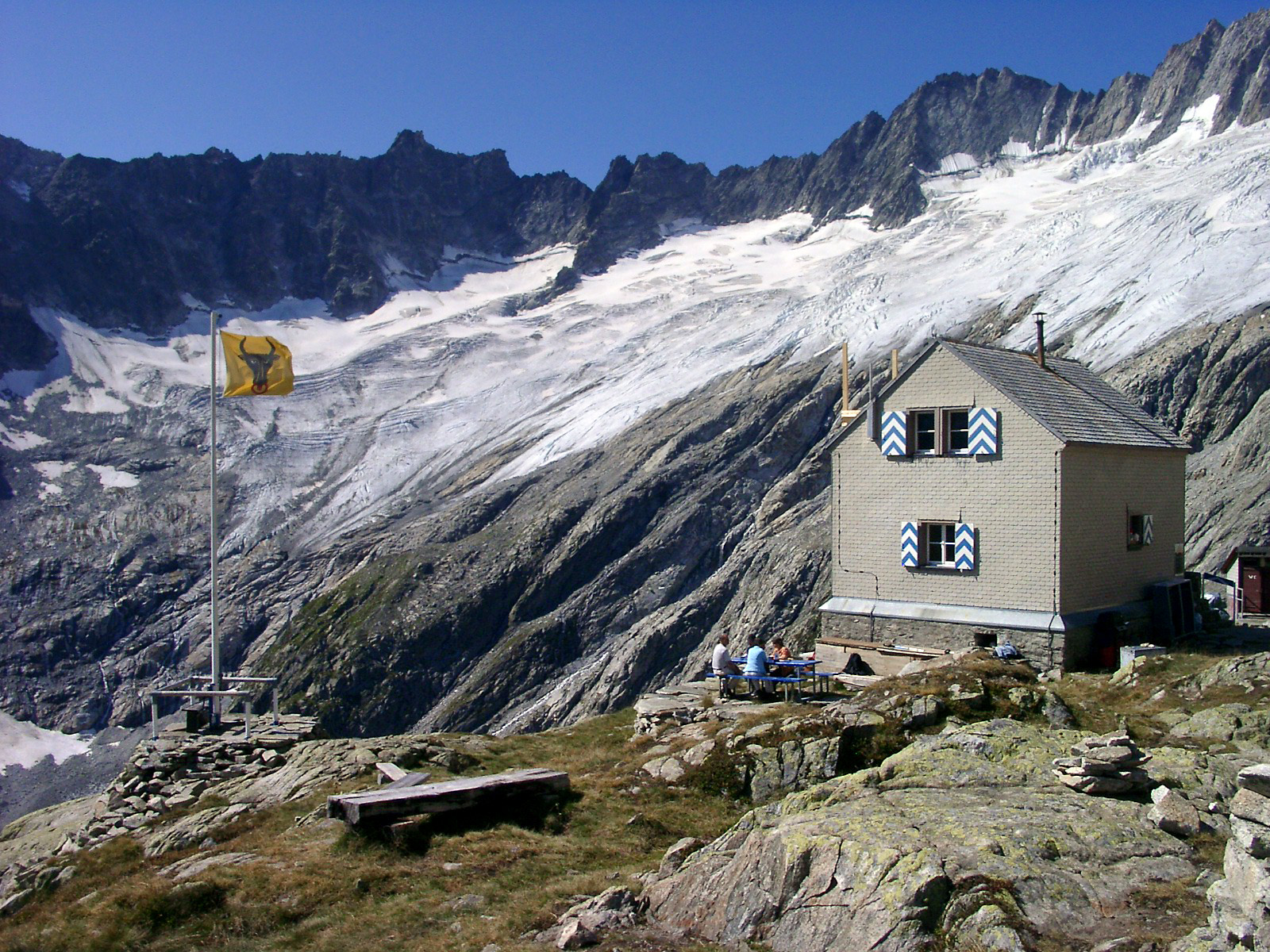
Dammagletscher

In der Umgebung der höchsten Berge in den Urner Alpen liegen zahlreiche Gletscher, deren Volumen sich seit dem 20. Jahrhundert teilweise stark verringert hat. Die grössten Gletscher sind (von Norden nach Süden):
- Blüemlisalpfirn
- Glatt Firn
- Wendengletscher
- Steingletscher
- Flachensteinfirn
- Oberer Triftgletscher
- Dammagletscher
- Rhonegletscher
- Tiefengletscher

### Täler
Zwischen den einzelnen Berggruppen liegen mehrere grosse Täler, die teilweise bedetuedne Siedlungen aufweisen. Die hauptsächlichen Täler sind:

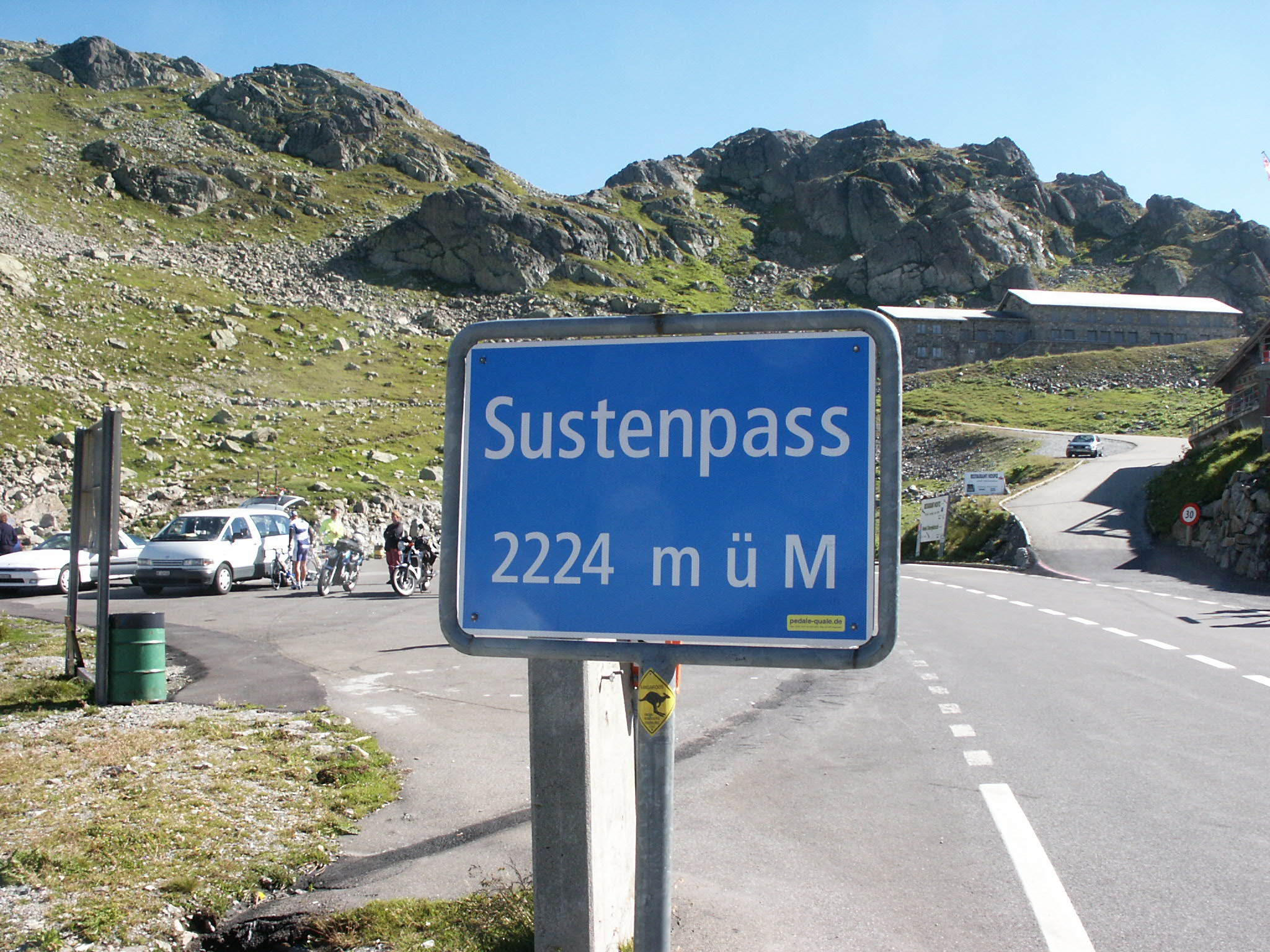
Sustenpass

- Engelbergertal
- Melchtal
- Grosstal
- Erstfeldertal
- Meiental
- Gadmertal
- Göschenertal

### Passübergänge
Neben dem von Fahrstrassen überquerten Sustenpass im Zentrum des Gebiets und den Pässen Grimsel, Furka und Brünig an seinem Rand führen vor allem im nördlichen Abschnitt der Urner Alpen mehrere nur zu Fuss begehbare Bergwege oder auch Saumpfade über die geeigneten Bergsättel wie zum Beispiel das Ächerli (1397 m ü. M.), der Surenenpass (2292 m ü. M.), Das Hinter Jochli (2105 m ü. M.), der Schonegg Pass (2249 m ü. M.), der Storeggpass (1741 m ü. M.) und der Jochpass (2208 m ü. M.).

## Schutzgebiete

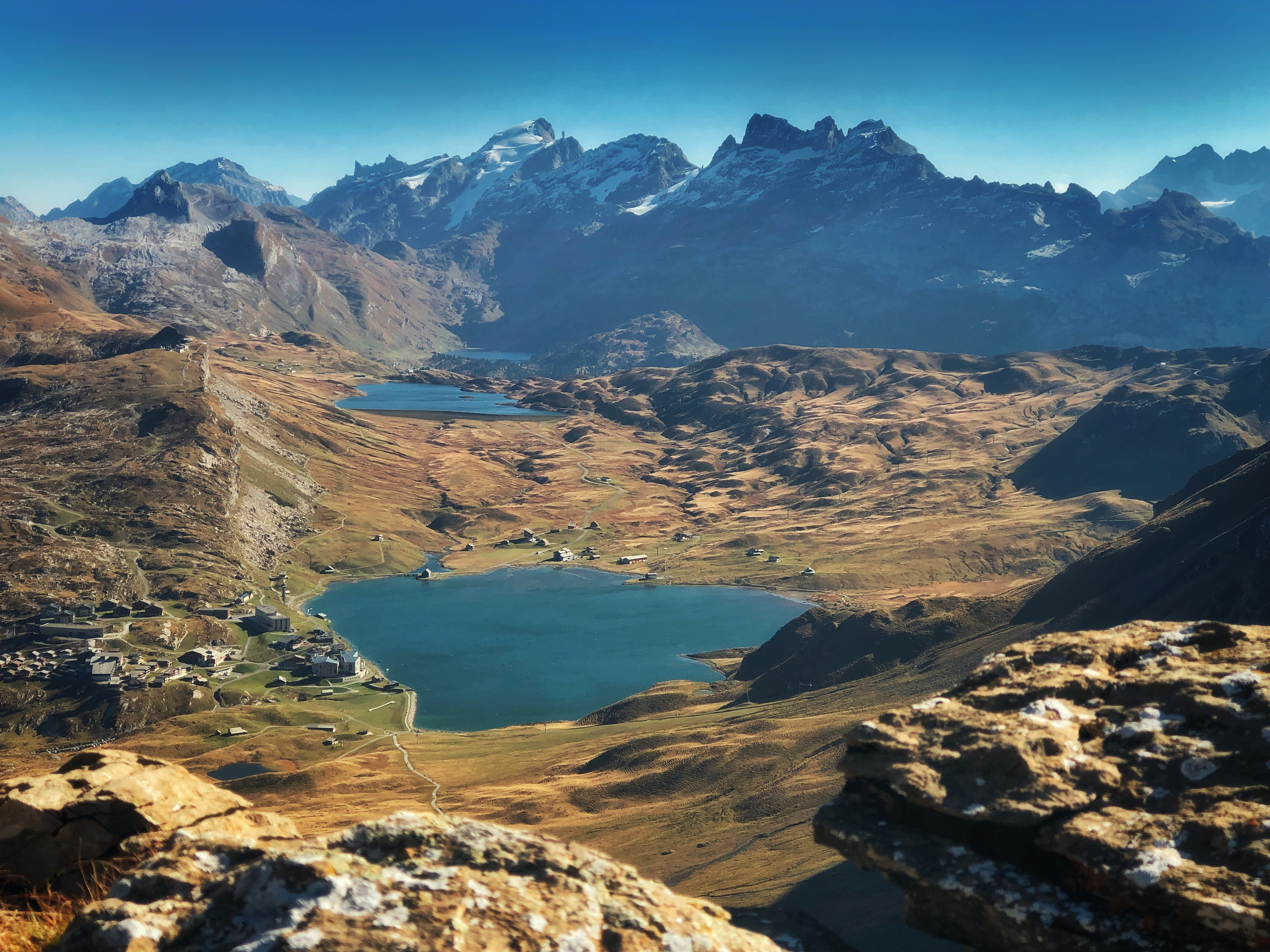
Naturschutzgebiet Melchsee

### Landschaften von nationaler Bedeutung
Gemäss Artikel 5 des Bundesgesetzes über den Natur- und Heimatschutz führt die Schweiz ein Bundesinventar der Landschaften und Naturdenkmäler von nationaler Bedeutung.
In den Urner Alpen gibt es zurzeit vier dieser Landschaften.
- Nr. 1507, Bezeichnung: Berner Hochalpen und Aletsch-Bietschhorn-Gebiet (nördlicher Teil), Jahr der Aufnahme in das Inventar: 1983, Revision: 1996, Grösse: 49'581 ha, dieses Gebiet befindet sich nur zu einem kleinen Teil in den Urner Alpen.
- Nr. 1512, Bezeichnung: Aareschlucht Innertkirchen-Meiringen, Jahr der Aufnahme in das Inventar: 1996, Grösse: 80 ha
- Nr. 1606, Bezeichnung: Vierwaldstättersee mit Kernwald, Bürgenstock und Rigi, Jahr der Aufnahme in das Inventar: 1983, Grösse: 38'198 ha, dieses Gebiet befindet sich nur zu einem Teil in den Urner Alpen.
- Nr. 1710, Bezeichnung: Rhonegletscher mit Vorgelände, Jahr der Aufnahme in das Inventar: 1996, Grösse: 3'703 ha

### Alpine Auen

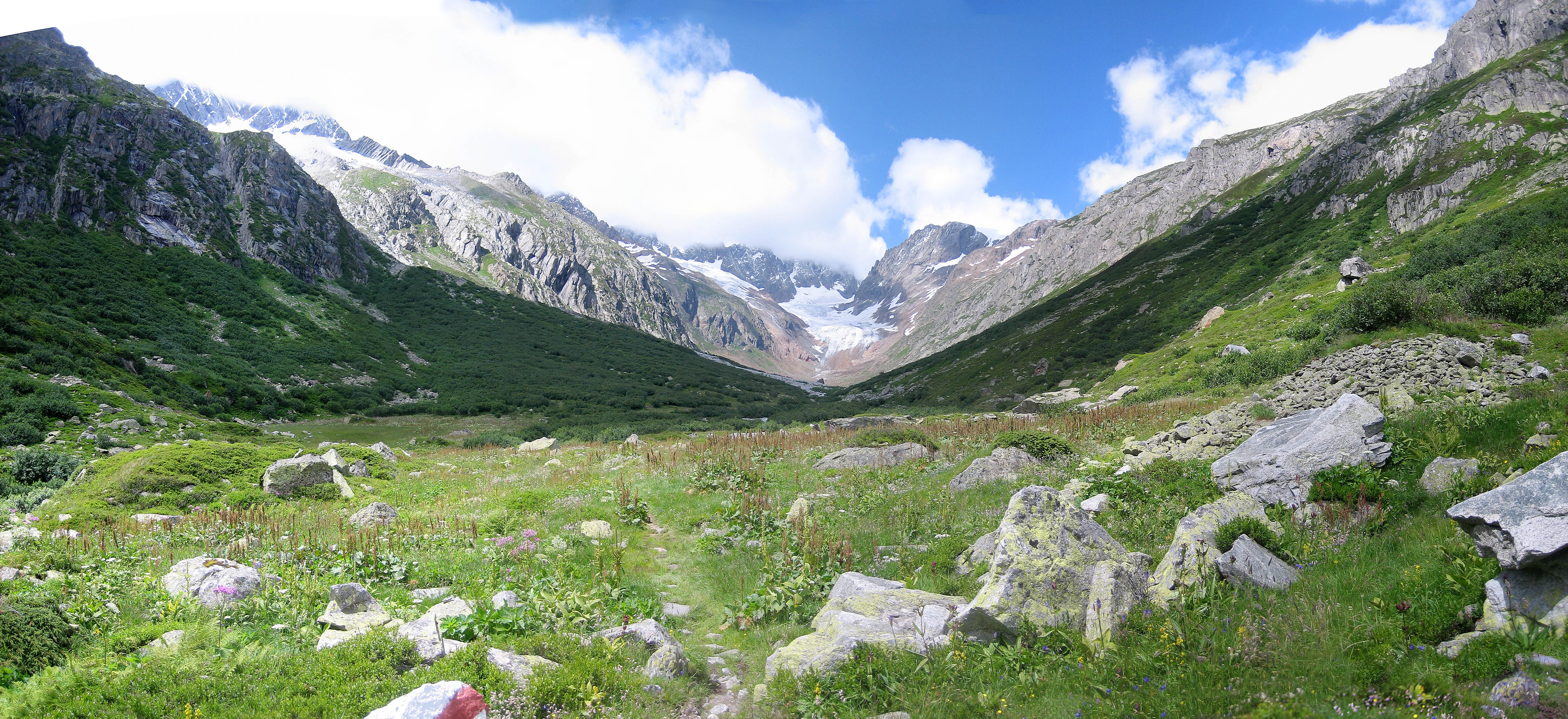
Auenlandschaft Gletschervorfeld am Chelengletscher

Im Gebiet der Urner Alpen befinden sich mehrere Landschaften mit alpinen Flussauen sowie Gletschervorfeldern, die im Bundesinventar der Auengebiete von nationaler Bedeutung registriert sind:
- Nr. UR349, Bezeichnung: Grosstal
- Nr. UR354, Bezeichnung: Gorneren
- Nr. UR353, Bezeichnung: Altboden
- Nr. UR1228, Bezeichnung: Kartigelfirn
- Nr. UR1229, Bezeichnung: Wallenburfirn
- Nr. UR1221, Bezeichnung: Chelengletscher
- Nr. UR1219, Bezeichnung: Dammagletscher
- Nr. UR1218, Bezeichnung: Tiefengletscher
- Nr. UR108, Bezeichnung: Widen bei Realp
- Nr. VS1215, Bezeichnung: Rhonegletscher
- Nr. BE1214, Bezeichnung: Diechtergletscher
- Nr. BE328, Bezeichnung: Engstlenalp
- Nr. OW,UR352, Bezeichnung: Alpenrösli-Herrenrüti

### Moorlandschaften
Im Bundesinventar der Moorlandschaften von besonderer Schönheit und von nationaler Bedeutung sind mehrere Flächen in den Urner Alpen aufgeführt.
- Nr. NW,UR232, Bezeichnung: Oberbauen/Scheidegg
- Nr. UR110, Bezeichnung: Fulensee
- Nr. BE419, Bezeichnung: Steingletscher

Zudem kommen in mehreren Tälern Hoch- und Flachmoore vor, die in den entsprechenden Bundesinventaren enthalten sind.

### Andere Schutzgebiete
Die Kantone haben in ihren Territorien zahlreiche weitere Schutzgebiete verschiedener Kategorien (Jagdbanngebiete, Waldreservate usw.) ausgewiesen. Die Berglandschaft «Walenstücke-Brisen» bei Engelberg ist eine Smaragdlandschaft gemäss der Berner Konvention.

## Tourismus

### Fern-/Weitwanderwege
Die Via Alpina, ein grenzüberschreitender Weitwanderweg mit fünf Teilwegen durch die ganzen Alpen, verläuft auch durch die Urner Alpen.
Der Grüne Weg der Via Alpina verläuft mit zwei Etappen durch die Urner Alpen wie folgt:
- Etappe C7 verläuft von Altdorf im Reusstal nach Engelberg über den Surenenpass
- Etappe C8 verläuft von Engelberg nach Meiringen über den Jochpass

Der Fernwanderweg Via Gottardo verläuft am östlichen Rand der Berglandschaft.

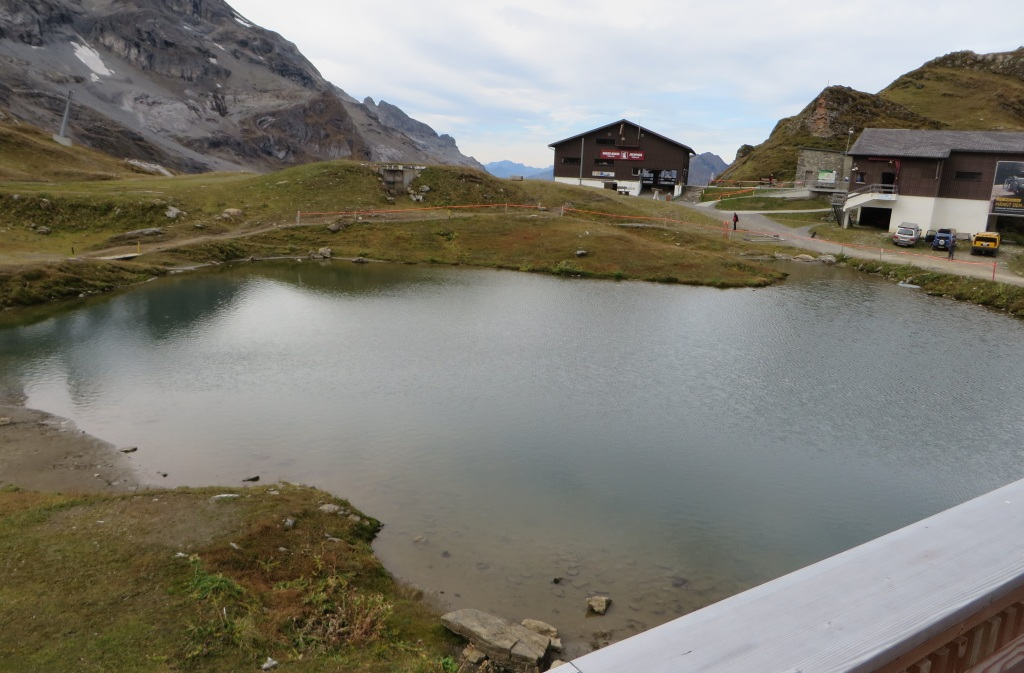
Jochpass

### Berghäuser
Ausser den Unterkünften in den Talorten und auf den mittleren Höhenstufen (Melchsee-Frutt, Klewenalp usw.) gibt es an den alpinen Wanderrouten und als Ausgangspunkte für Hochtouren zahlreiche weitere Berggasthäuser und Schutzhütten des Schweizer Alpen-Clubs und anderer Organisationen.